# Charles Démia
Pour les articles homonymes, voir Démia.
Charles Démia (Bourg-en-Bresse, 3 octobre 1637 - Lyon, 23 octobre 1689) est un ecclésiastique français, fondateur du séminaire Saint-Charles, premier lieu de formation des maîtres en France, et des Sœurs de Saint Charles de Lyon.

## Biographie

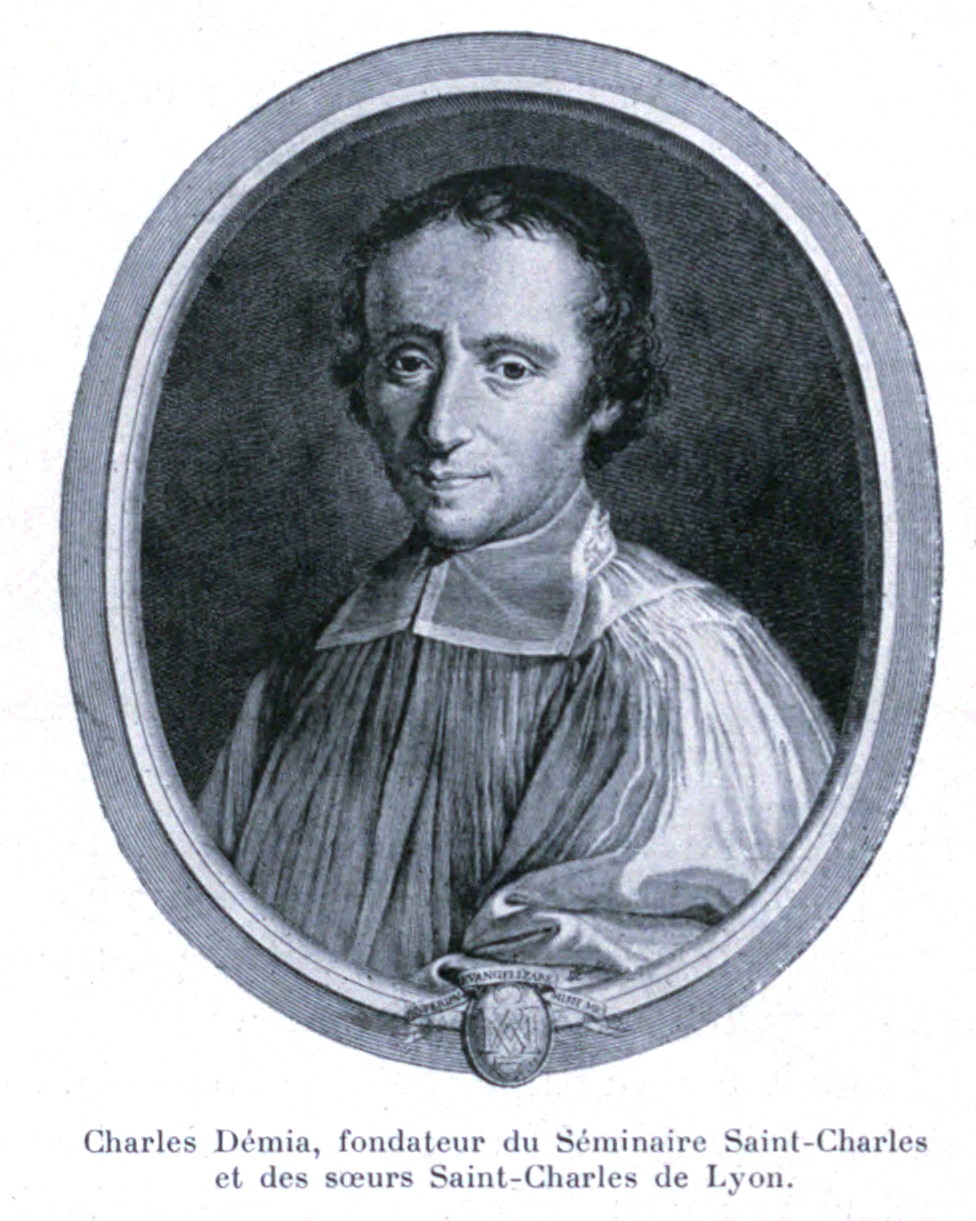
Charles Démia.

Fils d'un pharmacien, puis intendant et secrétaire du Marquis de Thiange, lieutenant Général de Bresse, Charles Demia fut orphelin de père et de mère dès 1645. Il est alors élevé par l'une de ses tantes. Ayant commencé ses études au collège de Bourg-en-Bresse, il les poursuit au collège Jésuite de la Trinité, à Lyon. Il reçoit les ordres mineurs le 31 mars 1654, puis poursuit ses études jusqu'au doctorat en droit civil et ecclésiastique. Il entre dans une congrégation mariale, et de là, dans la Compagnie du Saint-Sacrement, où il est très actif. Après quelques hésitations et une retraite spirituelle en septembre 1659, il se décide à gagner Paris pour devenir prêtre. Il étudie brièvement au séminaire lazariste des Bons-Enfants, puis à Saint-Nicolas-du-Chardonnet, avant d'entrer en 1660 à Saint-Sulpice. Après l'interdiction, le 14 décembre 1660, par le parlement de Paris, de la Compagnie du saint-Sacrement, Démia en demeure l'un des membres les plus actifs dans la région de Lyon. 
Ordonné prêtre le 14 mai 1663, Démia fréquente Nicolas Roland, qui fait partie comme lui de la société des Bons amis. Puis en 1664, il retourne à Bourg-en-Bresse, puis s'installe à Lyon. Présenté par son ami Damien Hurtevent à l'archevêque de Lyon, Camille de Neufville de Villeroy, il devient visiteur extraordinaire du diocèse. Les visites qu'il opère dans les paroisses lui font constater la faiblesse des connaissances religieuses des fidèles. Il rédige alors en 1666 ses Remontrances, qui le font connaître et dans lesquelles il préconise la mise en place d'écoles primaires pour les enfants pauvres. L'ouvrage est réédité en 1668, touchant un plus large lectorat ; Nicolas Roland, alors chanoine théologal de Reims, s'en inspire pour doter le diocèse d'écoles chrétiennes. 
Démia parvient effectivement à ouvrir cinq écoles de garçons et, le 27 mai 1672, le séminaire Saint-Charles, premier séminaire de formation des maitres en France. La même année, l'archevêque le nomme promoteur de la direction générale des petites écoles du diocèse. Il crée alors un bureau des écoles, composée d'une quinzaine de prêtres et de laïcs, puis publie des Règlements pour les écoles de la ville et diocèse de Lyon (1674), qui prévoient également la question des maitresses d'écoles. Il collabore en effet avec Jean Villemot, membre de l'Aa, et Chenevière, sacristain de Saint-Nizier de Lyon, qui créent une école pour les filles dans cette paroisse.   
Avec le soutien de lettres patentes du roi, répétées en mai 1680 et mars 1681, le système scolaire promu par Démia s'étend : ses disciples ouvrent des écoles gratuites à Saint-Étienne, Villefranche, Saint-Chamond, tandis que les évêques de Chalon-sur-Saône, Grenoble, Agde, Embrun, Autun, envoient des ecclésiastiques au séminaire Saint-Charles.

## Apport pédagogique: l'enseignement mutuel
Charles Démia est reconnu comme un des précurseurs de l'enseignement mutuel. Dans son Règlements pour les écoles de la ville et diocèse de Lyon, il présente ses conceptions pédagogiques.
Le maître doit prendre en charge successivement les différentes classes de l'école. Pour ce faire, le maître s'appuie sur des élèves studieux au sein de chaque classe - les "officiers" - qui sont chargés de surveiller les autres élèves et de faire répéter les leçons, corriger les fautes, aider les plus jeunes dans leur exercice d'écriture....

## Sources
La série 5D des Archives départementales du Rhône et métropolitaines de Lyon (5D 1 à 5D 200 : Petites écoles des pauvres), constitue 5,7 mètres linéaires d'archives sur les activités scolaires de Charles Démia.
Les procès-verbaux des visites des écoles du vivant de Charles Démia sont retranscrits et en projet de publication par Aurélie Perret, docteure en histoire. Les délibérations du Bureau des écoles des pauvres de Lyon sont retranscrites par le doctorant Benoît Faure-Jarrosson, avec des mentions de Démia inédites dans des archives, et non encore publiées. Les versions du Règlement des écoles de Démia sont en cours de paléographie par Etienne Mottin-Struye.

### Études et biographies
- Jean Blin, Vie de M. Démia, manuscrit non publié conservé sans doute chez les Sœurs de Saint Charles de Lyon.
- Étienne-Michel Faillon, Vie de M. Démia, instituteur des Sœurs de S. Charles, suivie de l'esprit de cet institut et d'une histoire abrégée de son premier patron S. Charles-Borromée, Lyon, Librairie M. P. Rusand libraire, 1829, xxviii-510 p. (En ligne sur Google books)
- Joseph Grandet (de), Les saints prêtres français du XVIIe siècle, édité par G. Letourneau, Paris, 1897, Première série, p. 205-212 (édition d'un manuscrit ancien).
- « Séminaire de Saint-Charles et petites écoles », Semaine religieuse du diocèse de Lyon, 1894, p. 229-230 (Gallica).
- Gabriel Compayré, Charles Démia et les origines de l'Enseignement primaire à Lyon, Paris, Librairie Paul Delaplane, 1905, 114 p. (Gallica). (C’est une réédition avec modifications de l’article paru dans Revue d'Histoire de Lyon, 1905, p. 241-275, 328-370, 436-457 (Gallica).)
- Auguste Cornet, « A travers le passé bressan. Les petites escholes de Charles Démia dans l'Ain », Annales de la Société d'émulation de l'Ain, 1911, 31 p.
- Sœurs de Saint Charles, Annales des Sœurs de Saint-Charles, t. 1 : 1680-1874, Lyon, Librairie catholique Emmanuel Vitte, 1915-1923 (Quelques pages sur l'Ancien Régime).
- [anonyme?], Charles Démia et son œuvre survivante : le fondateur, les Sœurs de Saint-Charles de Lyon, la vocation, Librairie catholique Emmanuel Vitte, 1916.
- André Chagny, « La jeunesse de Charles Démia 1637-1660. Les origines de sa famille. Ses parents. Enfance et éducation », Revue du lyonnais, série 6, no 13-16, 1924, p. 161-184 (en ligne).
- François Rynois, Un grand homme trop peu connu : Charles Démia : prêtre 1637-1689 : l'organisateur de l'enseignement primaire en France, Lyon/Paris, Librairie catholique Emmanuel Vitte, 1937, 72 p.
- J. Favre, Étienne-Marie Bornet, Fleury Lavallée, [et autres], Souvenir des fêtes du troisième centenaire de la naissance de Charles Démia (1637-1937) Fondateur des Sœurs de Saint-Charles de Lyon, Lyon, Maison Mère des Sœurs de Saint-Charles, 1938, 85 p.
- René Laprat, « La surveillance scolaire en Bresse et en Bugey et la question des origines des Petites écoles des Pauvres de l’abbé Démia (1637-1639) », Mémoires de la Société pour l’Histoire du droit et des institutions des anciens pays bourguignons, comtois et romands, fasc. II, 1946-1947.
- Fleury Lavallée, La Spiritualité des Sœurs de Saint-Charles d'après leur Fondateur Charles Démia, Maison Mère des Sœurs de Saint-Charles, Lyon, 1947.
- Yves Poutet, Le XVIIe siècle et les origines lasalliennes, Recherches sur la genèse de l’œuvre scolaire et religieuse de Jean-Baptiste de La Salle (1651-1719), Rennes, Imprimeries réunies, 1970, t. 1 : Période rémoise, p. 500-504, 549-551, 707-714. Il fait également mention de Charles Démia aux pages 28, 86, 121, 192, 266, 269, 288, 468, 475-476, 481, 511, 516, 520, 525, 533, 538-540, 556, 623, 626, 639, 687-688, 730 et au t. II : L'Expansion : p. 33, 117, 136, 139, 141, 153, 184, 229, 299-308, 312, 334, 336, 352, 363, ainsi que 299-308 (reprises dans Yves Poutet (éd.), Charles Démia : 1637-1689 Journal de 1685-1689, coll. « Cahiers lasalliens », no 56, Rome, Maison Jean-Baptiste de La Salle, 1994, chapitre V p. 49-93).
- Henri Jeanblanc, « Charles Démia et l’enseignement primaire à Lyon au XVIIIe siècle », dans Religion et politique. Les deux guerres mondiales. Histoire de Lyon et du Sud-Est. Mélanges offerts à M. le Doyen André Latreille, Lyon, Audin, 1972, p. 423-443.
- Yves Poutet, « Saint Jean-Baptiste de La Salle en face des problèmes de la formation des maîtres de la ville de Lyon (1683-1714) », Actes du 95e congrès national des sociétés savantes (Reims, 1970), Section d’histoire moderne et contemporaine, t. 1 : Histoire de l'enseignement de 1610 à nos jours, Paris, Bibliothèque nationale, 1974, p. 589-599 (réédité en Cahiers lasalliens, n° 44, p. 223-233)
- Yves Poutet, « Nicolas Barré, Nicolas Roland, Charles Démia et leurs ‘Filles séculières’, religieuses enseignantes au XVIIe siècle », dans Les religieuses enseignantes, XVIe – XXe siècles, Actes du Centre de recherches d'histoire religieuse d'Angers (Rencontre de Fontevraud, 1980), Angers, Presse de l'Université, 1981, p. 31-50 (réédité en Cahiers lasalliens, no 48, p. 65-88).
- Roger Gilbert, Charles Demia 1637-1689 - Fondateur lyonnais des Petites Écoles des Pauvres, Éditions E. Robert, Lyon, 1989, 136 p.
- Université Catholique de Lyon, Université Lumière Lyon II, et Sœurs de Saint Charles de Lyon, Colloque interuniversitaire Charles Démia (1637-1689) : Prêtre, Créateur des Petites Ecoles des Pauvres à Lyon, Fondateur de la Congrégation Saint-Charles, [Lyon], [E. Robert], 1992, 195 p.
- Roger Gilbert, « Charles Démia et les écoles de pauvres, 1637-1689 », dans Guy Avanzini (dir.), Education et pédagogie à Lyon, de l’antiquité à nos jours, Lyon, Centre lyonnais d’études et de recherche en sciences de l’éducation, 1993, p. 69-98.
- Yves Poutet, Charles Démia (1637-1689). Charles Demia en son temps. Documents fondamentaux. Journal de 1685-1689, coll. « Cahiers lasalliens », no 56,  Rome, Maison Saint-Jean-Baptiste de La Salle, 1994, 439 p.
- Roland Saussac, « Charles Démia, la compagnie du Saint-Sacrement, l’Aa et les petites écoles de Lyon », dans Mélanges offerts à Bernard Grosperrin, Chambéry, Université de Savoie, Bibliothèque des Etudes savoisienne, t. 1, 1994, p. 59-71.
- Lucienne Fournier, « Charles Démia (1637-1689) et les écoles des pauvres », dans René Cailleau (dir.), Pédagogie chrétienne, pédagogues chrétiens, Paris, Don Bosco, 1996, p. 149-158.
- Serge Tomamichel, « Aux sources de l’enseignement primaire français. Les écoles de pauvres de Charles Démia à Lyon au XVIIe siècle », Bulletin de Psychologie Scolaire et d’Orientation, 47e année, n°1, 1998, p. 5-53.
- Serge Tomamichel, « Intégrer les pauvres à l’époque moderne. Etude comparative des écoles de pauvres de Charles Démia (Lyon, France) et de la Society for Promoting Chritian Knowledge (Londres) », dans Mariane Frenay (éd.). Les modalités de prise en compte de la diversité dans les institutions éducatives. Revue de l’Association francophone d’éducation comparée, mai 1998, p. 269-279.
- Henri Hours, « Charles Démia (1637-1689) », Église à Lyon, n° 7 1998, (En ligne) cf. Séminaire Saint-Charles sur museedudiocesedelyon.com :
- Xavier Bisaro, « La voix des pauvres : chant et civilité oratoire dans les écoles de charité de Lyon à la fin du xviie siècle », Histoire de l’éducation, no 143, 2015, p. 125-154 (En ligne sur OpenEdition).

### Indirectement sur son œuvre
- Léopold Niepce, Les archives de Lyon, 1875 (il cite seulement la sous-série 5 D comme sources des petites écoles (p. 654-658).)
- M. E. Léotard, Les anciennes écoles de Lyon : Conférence faites aux Facultés catholiques de Lyon le Vendredi 20 Janvier 1882, Lyon, Librairie catholique Emmanuel Vitte, 1901 (Gallica).
- J. Palméro, Histoire des institutions et des doctrines pédagogiques par les textes, Société Universitaire d’Éditions et de Librairie, 1958.
- Jean-Pierre Gutton, « Dévots et Petites Écoles : l’exemple du Lyonnais », dans Colloque de Marseille, janvier 1971, Le XVIIe siècle et l'éducation, 1971, p. 9-14.
- Jean-Pierre Gutton, « Une œuvre de la Compagnie du Saint-Sacrement : La fondation des petites écoles de Saint-Etienne », dans Études Foréziennes, Saint-Étienne, Centre d’études foréziennes, 1971, vol. 4 : Le Passé des villes du Forez, p. 13-22.
- Francisque Ferret, « La création des petites écoles à Montbrison – 1690 », Bulletin de la Diana, t. L, n° 2, 1987, p. 79-101 (Gallica).
- Marie Grange, « La congrégation des Sœurs de Saint-Charles de Lyon dans le Forez et la Loire - Depuis 1680 (1ère partie) », Bulletin de la Diana, t. LIV, n° 8, octobre 1995, p. 623-652 ; « La congrégation des Sœurs de Saint-Charles de Lyon dans le Forez et la Loire - Depuis 1680 (fin) », Bulletin de la Diana, janvier 1996, t. LV, n° 1, p. 35-56

### Littérature grise
- Elisabeth Gambs, Les Petites écoles de Charles Demia à Lyon et dans le diocèse au XVIIIe siècle, mémoire d’histoire, 1957, 320 p. (peut-être conservé aux Archives de la Congrégation des Sœurs de Saint Charles de Lyon, numérisé dans le fonds du LARHRA)
- Sylvie Bellet, L'enseignement et la vie scolaire dans les pays de l'Ain vers 1670-1789, Mémoire de maîtrise d'histoire moderne sous la dir. de Ph. Jacquin, Université Lyon III, 1991, 266 p. ([Bibliothèque historique des Archives de l’Ain, BIB TU 247).
- Caroline Raphanel, Les petites écoles féminines de St-Charles, reflet du peuple contrôlé du XVIIIe siècle, mémoire de maitrise sous la dir. d’Yves Krumenacker, Université Jean Moulin Lyon 3, 2002 (bibliothèque d'histoire du christianisme, Lyon).
- Virginie Fayseler, Un système scolaire idéalisé ? Les méthodes éducatives dans les petites écoles de Démia (XVIIe – XVIIIe siècles), mémoire de master 1, sous la dir. de Yves Krumenacker, ENS de Lyon, 2018, 165 p. (Dépôt Dumas).
- Etienne Mottin-Struye, Scolariser son zèle apostolique : Pédagogies cléricales dans les petites écoles, de Saint-Nicolas-du-Chardonnet, Charles Démia, et Jean-Baptiste de La Salle. Comprenant l’étude d’inédits lasalliens, mémoire de Master 2 d'histoire, sous la di. de M. Bernard Hours, Université Lumière - Lyon 2, 2020.
- Aurélie Perret, L’éducation populaire dans les villes d’Ancien Régime. L’exemple de Lyon, 1667-1791, thèse d’histoire sous la dir. d’Albrecht Burkardt, Université de Limoges, 2020, 2 vol. : vol. 1 : Texte, 617 p. ; vol. 2 : Annexes, 209 p.